# Bella Coola River
Der Bella Coola River ist ein Hauptfluss an der Pazifikseite der Coast Mountains im südlichen British Columbia in Kanada. Der Ort Bella Coola, welcher den historischen und ehemaligen Mittelpunkt des Nuxalk-Volkes darstellt, liegt an der Mündung des Flusses in den North Bentinck Arm.

## Flusslauf
Der Bella Coola River ist tatsächlich lediglich der Unterlauf eines wesentlich größeren Stromes, welcher an verschiedenen Punkten seinen Namen ändert. Der Fluss entsteht am Zusammenfluss von Talchako River und Atnarko River, am südwestlichen Rand des Tweedsmuir Provincial Park. Der Hauptquellfluss ist der Atnarko River. Der Fluss bildet die Nordgrenze jener Untergruppe der Coast Mountains, welche als Pacific Ranges bekannt ist. Der große Vulkanschild und das Plateau der Rainbow Range liegt unmittelbar nördlich und östlich des Atnarko River, während sich jenseits von diesen und dem Dean River die Kitimat Ranges befinden, die zu den Pacific Ranges gezählt werden.